# Dear Friend (中森明菜の曲)
「Dear Friend」（ディア・フレンド）は、日本の歌手である中森明菜の楽曲。この楽曲は中森の24枚目のシングルとして、1990年7月17日にワーナー・パイオニア（現：ワーナーミュージック・ジャパン）のリプリーズ・レコードレーベルよりリリースされた (8cmCD: WPDL-4173, CT: WPSL-4173)。

## 背景
「Dear Friend」は、前シングル「LIAR」からおよそ1年3か月ぶりにリリースされた楽曲で、1990年7月17日にCDシングル (8cmCD: WPDL-4173)とシングルカセット (CT: WPSL-4173)の2形態で同時発売された。この「Dear Friend」からシングル「Everlasting Love ・ NOT CRAZY TO ME」の間、8cmCDとシングルカセットの形態で同時リリースされた。この楽曲は、作詞家としては初の作品となった伊東真由美による作詞で、和泉一弥が作曲と編曲を手掛け、ストリングス・アレンジを若草恵が務めた。「Dear Friend」は、長調（メジャーコード）で明るい楽曲となった。
この楽曲も、これまで通り先行で曲が作られてから詞を付す制作手順となった。中森を交えて4・5曲の候補が選曲され、最終的に「Dear Friend」に決定したのは1990年4月であった。その後いくつかの詞の修正を経て同年5月中旬に大凡完成したという。本曲が選出された理由は、「"聴いた人が、勇気や元気が出て、明るくなれる歌"というコンセプトに合っていたからです」とワーナー・パイオニアの藤倉克己チーフ・プロデューサーは述べている。作詞した伊東は、当初中森へのこだわりをふんだんに込めた内容だったが、このコンセプトを受け、これまでの中森の楽曲イメージから離れて書いたという。中森は1990年5月上旬から6月上旬にかけ、同年11月30日に発売された写真集『MY LIFE 1990 A・K・I・N・A NAKAMORI』の撮影と並行して本作のレコーディングと制作に入った。同年5月9日から5月17日の間、同写真集の撮影でハワイに滞在後、5月19日より、同写真集の撮影とともに本作制作のためニューヨークとバハマへ出発し、レコーディングはザ・ヒット・ファクトリーにて5月25日から5月29日の間に行われた。スタジオ・アルバム『CRUISE』のレコーディング時、快調に歌えたことから今回もこのスタジオが選ばれた。1990年5月29日から6月2日の間は、ロサンゼルスで同写真集用の撮影が行われた。同年7月1日からは、「Dear Friend」がラジオにてオンエア解禁され、7月6日放送のテレビ朝日系音楽番組『ミュージックステーション』ではミュージック・ビデオ（未発売）が初オンエアされた。
シングル盤「Dear Friend」の2曲目として発表された「CARIBBEAN」は、大西美帆が作詞し、作曲とアレンジは「Dear Friend」に続いて和泉が務めた楽曲である。この楽曲もメジャーコードとなった。「CARIBBEAN」も今回のシングル候補に上がった楽曲で、歌詞の内容は「南の島でリゾートをしている男女の歌」を歌ったものである。

## チャート成績
この楽曲は、オリコン週間シングルチャートでは、1990年7月30日付で初登場し最高順位1位を記録後、1990年8月13日付でも通算2週目となる1位を記録した。同チャートの100位以内においては、計17週に渡ってランクインしている。また、1990年度のオリコン年間シングルチャートでは6位を記録し、およそ55万枚売り上げた。オリコンは、1990年のシングル年間ベストテンの楽曲の内、この楽曲がタイアップの付いていない楽曲のひとつであることを指摘した上で、この売上枚数について高く評価した。またスポニチアネックスは、この楽曲について「若い男性だけでなく、中年男性も購入したという、それまでの明菜のシングルにはない購買傾向も現れた。」と伝えている。
なお、累計売上を105万枚とする文献もある。

## 1年ぶりのテレビ出演
1990年7月17日のシングル・リリース後、同年8月1日に、およそ1年ぶりとなるテレビ生出演をフジテレビ系音楽番組『夜のヒットスタジオ SUPER』で果たし、ニースからの衛星中継で「Dear Firend」と「CARIBBEAN」の2曲を熱唱した。他にも1990年8月10日放送『ミュージックステーション』などでも同2曲を披露した。

## 収録曲
| #         | タイトル        | 作詞       | 作曲      | 編曲                                      | 時間 |
| --------- | --------------- | ---------- | --------- | ----------------------------------------- | ---- |
| 1.        | 「Dear Friend」 | 伊東真由美 | 和泉一弥  | 和泉一弥 若草恵（ストリングス・アレンジ） | 4:41 |
| 2.        | 「CARIBBEAN」   | 大西美帆   | 和泉一弥  | 和泉一弥                                  | 4:35 |
| 合計時間: | 合計時間:       | 合計時間:  | 合計時間: | 合計時間:                                 | 9:16 |

### 規格
- 1998年11月26日 - 12cmCD: WPC6-8681[20]
- 2008年11月12日 - デジタル・ダウンロード[21][22]
- 2014年6月18日 - 12cmCD, Singles Box 1982-1991の一枚として

## クレジット
- Photo by 渡辺達生[7]

## セルフカバー
「Dear Friend」を作詞した伊東が1992年に発表したアルバム『美人声』 (CD: TECN-30156)で、本曲をセルフカバーしている。